# Station Voutré
Station Voutré is een spoorweghalte in de Franse gemeente Voutré. Zij wordt bediend door treinen van het netwerk TER Pays de la Loire op het traject Rennes - Le Mans.